# Essex (Vermont)
Essex – miasto w Stanach Zjednoczonych, w stanie Vermont, w hrabstwie Chittenden.